# Latha Raju
Latha Raju es una cantante de playback y actriz de cine india que actuó en películas Mollywood, dentro del ámbito del cine Malayalam activamente durante la década de los años 1970.
Algunas de sus canciones más populares cantadas en malayalam son 'Pinchu hridayam devalayam', 'Manjakkilee swarnakkilee mayilppeelikkaattile varnakkilee' (de la película Sethubandhanam) 'Ividuthe chechikkinnale' (Azhakulla Saleena), 'Chippee Chippee muthuchippee' (en Aranaazhikaneram) y 'Aaluvaappuzhakkakkareyoru Ponnambalam' ('Aadyathe Kadha'). 
Ha interpretado temas musicales cantados en tamil, Kannada y Tulu. También ha llamado la atención de otras famosas actrices como Suhasini, Shobhana y la fallecida Shobha.

## Biografía
Latha es la única hija de la famosa cantante Santha P. Nair y K. Nair Padmanabhan, que era un locutor y dramaturgo de radio. Ella nació en Cochín, en el estado de Kerala. Su primera canción fue lanzado en 1962 en Malayalam para una película titulada 'Snehadeepam'. Además tiene un posgrado de Maestría en Artes. Ella se había retirado como directora de marketing en Akashvani, Doordarshan, Chennai en el 2011 y en la actualidad continúa en su mismo puesto de consultoría. Su esposo, JM Raju, también es cantante de playvack y produce álbumes discográficos. La pareja tiene dos hijos, Aalap Raju y Anupama. Su hijo Aalap Raju es también un cantante de playback.

## Filmografía

### Como actriz
- Kannu Karalum (1962)
- Moodupadam (1963)
- Subaida (1965)
- Kadathukaran (1965)
- Chemmeen (1965)
- Pakalkkinavu (1966)
- Kalyanarathriyil (1966)
- Ezhu Raathrikal (1968)
- Mister Kerala (1969)
- Padicha Kallan (1969)
- Priya (1970)
- Achante Bharya (1971)
- Interview (1973)
- Niramala (1975)
- Ahalya (1978)
- Pratheyka Divasam(1978)

### Como playback de playback
- Thaatheyyam Kaattile ...	Kannum Karalum	1962
- Onnaamtharam ...	Snehadeepam	1962
- Maanathulloru ...	Moodupadam	1963
- Poo Poocha Poochetti ...	Devaalayam	1964
- Kannaaram Pothi ...	Murappennu	1965
- Aakaashathambalamuttathu ...	Bhoomiyile Maalakha	1965
- Kannukalennal ...	Devatha	1965
- Janmabhoomi Bhaaratham ...	Devatha	1965
- Ponnaaram Chollaathe ...	Subaida	1965
- Ichirippoovalan ...	Inapraavukal	1965
- Paavakkutti ...	Kadathukaaran	1965
- Ambaadi Thannilorunni ...	Kadathukaaran	1965
- Sharanamayyappaa Sharanamayyappaa ...	Paavappettaval	1967
- Premaswapnathin ...	Chekuthaante Kotta	1967
- Paampine Pedichu ...	NGO	1967
- Kakkakkarumbikale ...	Ezhu Raathrikal	1968
- Makkathu Poyvarum ...	Ezhu Raathrikal	1968
- Ithuvare Pennoru ...	Kaliyalla Kalyaanam	1968
- Thaarunya Swapnangal ...	Kaliyalla Kalyaanam	1968
- Mandaarapoovanathil ...	Dial 2244	1968
- Karayunna Nerathum ...	Velliyaazhcha	1969
- Paala Poothu ...	Detective 909 Keralathil	1970
- Lapannachyuthananda ...	Sabarimala Sree Dharmashaastha	1970
- Paarvanendu ...	Sabarimala Sree Dharmashaastha	1970
- Mudaakaraatha Modakam [Ganesha Pancharatnam] ...	Sabarimala Sree Dharmashaastha	1970
- Kezhakku Kezhakkoraana ...	Thriveni	1970
- Nammude Mathaavu ...	Abhayam	1970
- Thirumayilppeeli ...	Swapnangal	1970
- Kanninu Kannaaya Kanna ...	Priya	1970
- Chippi Chippi ...	Aranaazhikaneram	1970
- Villukettiya Kadukkanittoru ...	Line Bus	1971
- Thallu Thallu ...	Aabhijaathyam	1971
- Aattin Manappuratharayaalin ...	Aabhijaathyam	1971
- Paappi Appacha ...	Mayilaadumkunnu	1972
- Umma Tharumo ...	Preethi	1972
- Aaluvaappuzhakkakare ...	Aadyathe Kadha	1972
- Va Mammy Va Mummy ...	Panitheeraatha Veedu	1973
- Kaattumozhukkum ...	Panitheeraatha Veedu	1973
- Ividathe Chechikku ...	Azhakulla Saleena	1973
- Pinchuhridayam ...	Sethubandhanam	1974
- Manjakkilee Swarnakkilee ...	Sethubandhanam	1974
- Padinjaaroru Paalaazhi ...	Chakravaakam	1974
- Paanante Veenakku ...	Thumbolaarcha	1974
- Atham Rohini ...	Thumbolaarcha	1974
- September Moon ...	Check Post	1974
- Polalli ...	Prayaanam	1975
- Maappilappaattile Maathalakkani ...	Alibabayum 41 kallanmaarum	1975
- Vishakkunnu Vishakkunnu ...	Ayodhya	1975
- Amme Vallaathe Vishakkunnu ...	Ayodhya	1975
- Kandam Vechoru Kottitta ...	Maanishaada	1975
- Kaathu Kaathu ...	Manassoru Mayil	1977
- Maanathoraaraattam ...	Manassoru Mayil	1977
- Hindolaraagathin ...	Thuruppugulaan	1977
- Ilaahi Nin Rehmath ...	Thuruppugulaan	1977
- Nanma Nerum Amma ...	Aparaadhi	1977
- Ammaykku Vendathu ...	Niraparayum Nilavilakkum	1977
- Chentheekkanal Chinnum ...	Agninakshathram	1977
- Velutha vaavinte ...	Veedu Oru Swargam	1977
- Kalyaanaraathriyil ...	Samudram	1977
- Kaamalole ...	Kaamalola	1977
- Madhumaasa maadaka ...	Kaamalola	1977
- Shudha Madhalathin ...	Priyadarshini	1978
- Pandoru Kaattil ...	Raghuvamsham	1978
- Maadakathidambe ...	Rajaneegandhi	1980
- Hello This is Johny ...	Rajaneegandhi	1980
- Pankajaakshi Unnineeli ...	Sooryadaham	1980
- Thulaabharamallo jeevitham ...	Kochu Kochu Thettukal	1980
- Achan sundara sooryan ...	Swarangal Swapnangal	1981
- Moham ...	Dantha Gopuram	1981	Latha Raju
- Pottichirikkunna Nimishangale ...	Kadhayariyaathe	1981
- Nirangal Nirangal ...	Kadhayariyaathe	1981
- Aayilyam ...	Naagamadathu Thampuraatti	1982
- Punnarappenninte [F] ...	Jambulingam	1982
- Maama maama karayalle ...	Thuranna Jail	1982
- Oorukaani malavazhiye ...	Aaroodham	1983
- Rithumathiyaay Thelimaanam ...	Mazhanilaavu	1983
- Neelamalayude ...	Aa Penkutty Nee Aayirunnenkil	1985
- Ennaaliniyoru Kadha ...	Kochuthemmaadi	1986
- Aattavum Paattum ...	Kilippaattu	1987
- Porunnirikkum Choodil ...	Sarvakalashaala	1987
- Vaanil Vibhaatham ...	Chevalier Michael	1992
- Kannaadikkaavilile ...	Chevalier Michael	1992
- Aananda nadanam ...	Kamaladalam	1992
- Navayuva Midhunam ...	Keralam Manoharam	1999